# وزارة الصحة الاتحادية (نيجيريا)
وزارة الصحة الاتحادية هي إحدى الوزارات الفيدرالية لنيجيريا المعنية بصياغة وتنفيذ السياسات المتعلقة بالصحة. يرأسها وزيرين يعينهما الرئيس، يساعدهما أمين دائم، وهو موظف مدني محترف. وزير الصحة الحالي هو (أوساجي إهانير). وزير الدولة الحالي للصحة هو أولورونيمبي مامورا. وزارة الصحة الاتحادية لديها أكثر من 800 عامل يتألفون من حوالي 430 امرأة و370 رجلاً.

## وصلة خارجية
- الموقع الرسمي للوزارة